# The World Is Yours (Ian Brown)
The World Is Yours è il quinto album in studio del cantautore inglese Ian Brown, pubblicato nel 2007.

## Tracce
1. The World Is Yours
2. On Track
3. Sister Rose (feat. Steve Jones and Paul Cook)
4. Save Us
5. Eternal Flame
6. The Feeding of the 5000
7. Street Children
8. Some Folks Are Hollow (feat. Sinéad O'Connor)
9. Goodbye to the Broken
10. Me and You Forever (feat. Steve Jones & Paul Cook)
11. Illegal Attacks (feat. Sinéad O'Connor)
12. The World Is Yours (Reprise)